# جون دون (مدرب كرة سلة)
جون دون (بالإنجليزية: John Dunne)‏ هو مدرب كرة سلة أمريكي، ولد في 11 يونيو 1970 في كوينز في الولايات المتحدة.